# Diacria Patera
Diacria Patera je domnělý impaktní kráter nacházející se na povrchu Marsu na severní polokouli v oblasti Tharsis jižně od zlomové struktury Acheron Fossae, severně od štítové sopky Olympus Mons, jižně od pohoří Arcadia Dorsa a východně od sopky Alba Patera. Kráter má v průměru 66 km a jeho strany jsou extrémně erodovány, což vypovídá o jeho značném stáří, či případně silných erozních vlivech.
Pojmenován byl v roce 1985 po vysočině v Řecku. V názvu se vyskytuje patera, což se používá pro pojmenování nepravidelného kráteru různého původu. Oproti například Alba Patera však tento kráter nevznikl vulkanickou aktivitou, ale dopadem vesmírného tělesa.
V roce 2007 bylo zjištěno, že se ve skutečnosti o kráter nejedná.